# 1285 w polityce

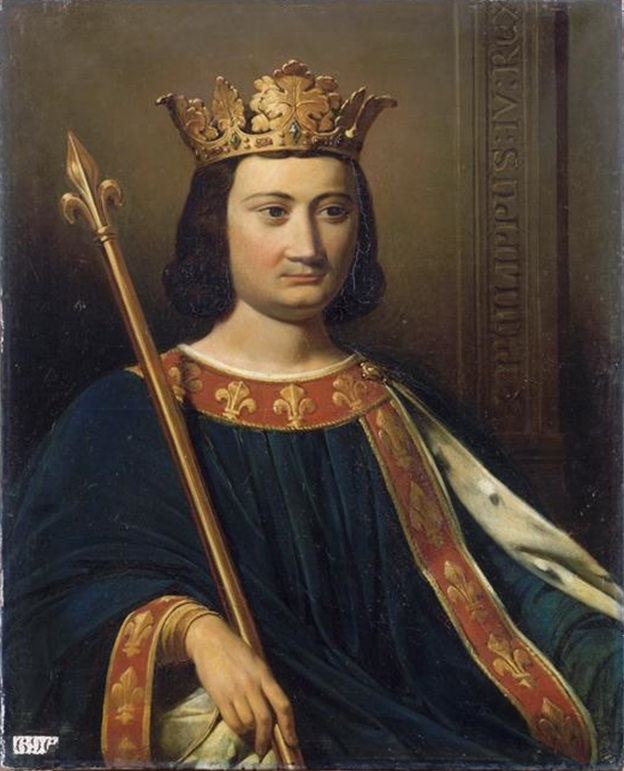
Jean Louis Bezard, Portret króla Filipa Pięknego

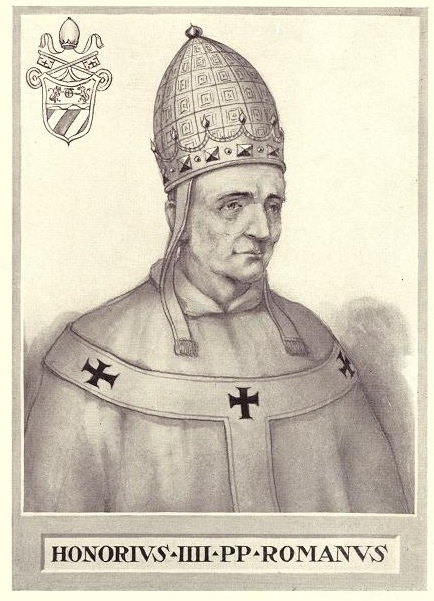
Honoriusz IV

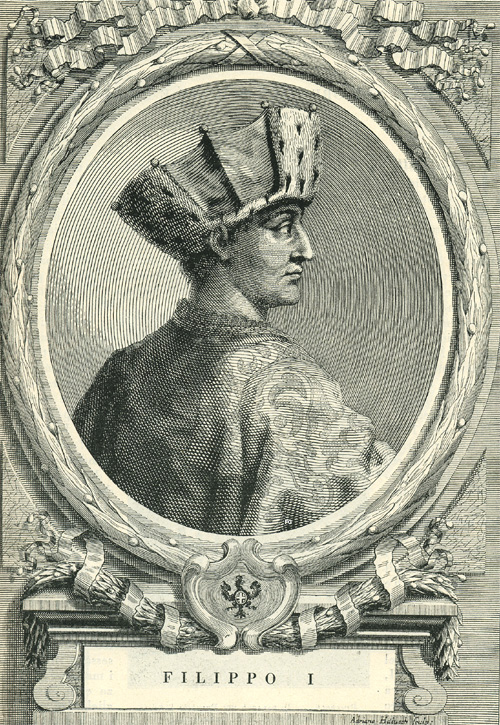
Filip I, hrabia Sabaudii

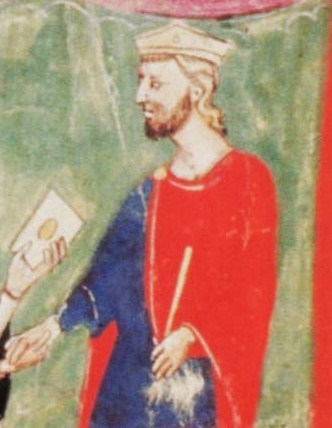
Piotr III Wielki

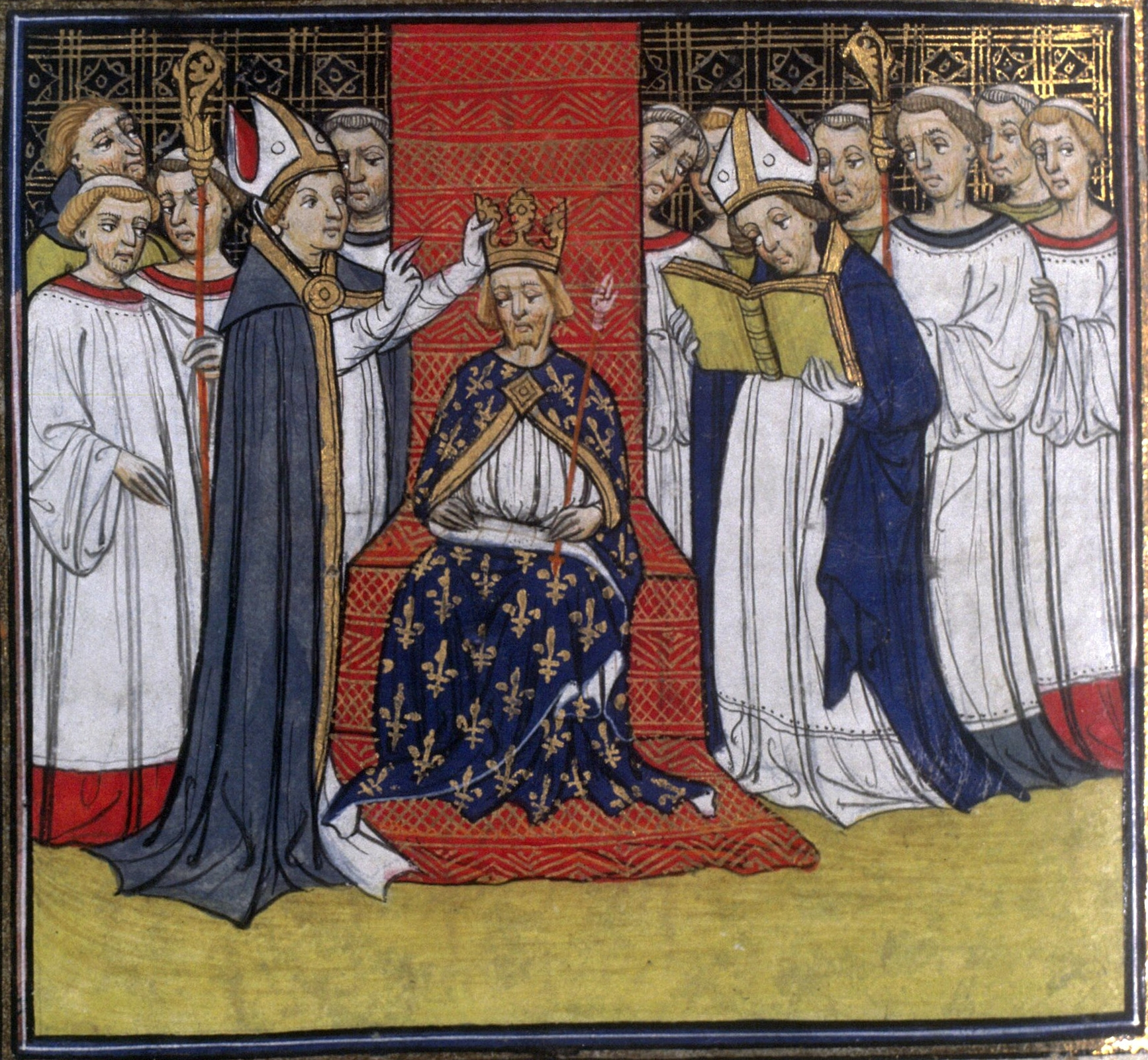
Filip III Śmiały, król Francji

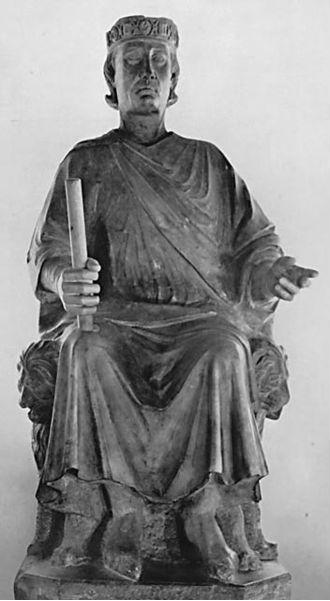
Karol I Andegaweński

Wydarzenia polityczne w 1285 roku.

## Wydarzenia
- Filip IV Piękny został królem Francji[1].
- Giacomo Savelli został papieżem[2].
- Leszek Czarny, Władysław I Łokietek i Bolesław II mazowiecki odparli najazd litewski na ziemię lubelską[3][4].
- Bunt możnych krakowskich przeciwko Leszkowi Czarnemu, który pokonał ich w bitwie pod Bogucicami[3][4].
- Synod w Łęczycy: w szkołach diecezji wrocławskiej i lubuskiej mogli nauczać nauczyciele znający język polski, podobnie beneficja kościelne otrzymywać duchowni, którzy urodzili się w Polsce[3][4].
- Szampania i Nawarra stały się częścią władztwa monarchów francuskich[5].

## Urodzili się
- 6 grudnia Ferdynand IV Pozwany, król Kastylii i Leónu[6].
- (lub 1286[7])Marco Cornaro, doża Wenecji[8].
- An-Nasir Muhammad, sułtan Egiptu, budowniczy meczetu w Kairze[9].

## Zmarli
- 7 stycznia Karol I Andegaweński, król Neapolu i Sycylii[10], brat króla Francji Ludwika IX Świętego[11], hrabiego Roberta I d’Artois i Alfonsa z Poitiers.
- 11 marca (lub 1286) Jan Wyszkowic, biskup poznański[12][13].
- 25 marca Dowmunt, wielki książę litewski[14].
- 28 marca Marcin IV, papież[15].
- 23 kwietnia Henryk z Geldrii, biskup Liège[16].
- 16 sierpnia Filip I, hrabia Sabaudii[17].
- 23 sierpnia Filip Benicjusz, włoski zakonnik i kaznodzieja[18].
- 26 sierpnia William de Wickwane, arcybiskup Yorku[19].
- 5 października Filip III Śmiały, król Francji[20][21].
- 11 listopada Piotr III Wielki, król Aragonii[22].
- Chrystian III, hrabia Oldenburga[23].
- Jan z Walii, franciszkanin, teolog[24].